# تیم اسمیچک
 تیم اسمیچک (انگلیسی: Tim Smyczek؛ زادهٔ ۳۰ دسامبر ۱۹۸۷) یک تنیس‌باز اهل ایالات متحده آمریکا است.